# Dermoloma cheilocystidiatum
Dermoloma cheilocystidiatum är en svampart som beskrevs av Contu 2000. Dermoloma cheilocystidiatum ingår i släktet Dermoloma och familjen Tricholomataceae.   Inga underarter finns listade i Catalogue of Life.